# Shades of…
Shades Of… — дебютный студийный музыкальный альбом финской дум-метал-группы Shape of Despair, изданный в 2000 году лейблом Spikefarm Records.

## Предыстория
Группа была образована юными музыкантами в 1995 году, и в этом же году участники записывают свои первые композиции. В 1998 году группа перезаписала свой материал в виде демо Alone in the Mist, а позднее в том же году выпустила двухпесенное промо. По результатам прослушивания промо финский лейбл Spinefarm Records предложил музыкантам контракт на два альбома, вскоре подписанный музыкантами.

## Список композиций
Слова и музыка всех песен — написаны участниками Shape of Despair.
| №                   | Название               | Длительность |
| ------------------- | ---------------------- | ------------ |
| 1.                  | «...In the Mist»       | 13:41        |
| 2.                  | «Woundheir»            | 10:43        |
| 3.                  | «Shadowed Dreams»      | 11:11        |
| 4.                  | «Down Into the Stream» | 8:19         |
| 5.                  | «Sylvan-Night»         | 12:59        |
| Общая длительность: | Общая длительность:    | 57:02        |

## Участники записи
| Shape of Despair - Тони Мяенсиву — вокал - Натали Сафросскин — женский вокал - Ярно Саломаа — ведущая гитара, акустическая гитара, синтезатор - Томи Уллгрен — бас-гитара, ритм-гитара - Самуэль Руотсалайнен — ударные Другие музыканты - Йоханна Ваккури — флейта | Персонал - Антти Линделл, Кайде Хинккала, участники Shape of Despair — запись и сведение - Мика Юссила — мастеринг - Янне Пельтонен — обложка и внешнее оформление альбома - Ярно Саломаа, Михаэль Вюест — фотограф |  |

## Реакция критиков
Журнал Dark City охарактеризовал альбом как «малость перемороженный финский atmospheric doom», отметив что Shades of… звучит быстрее и мягче, чем творения групп Skepticism и Thergothon.